# Essent Awards
De Essent Awards is een muziekprijs die tien keer per jaar wordt uitgereikt aan talentvolle Nederlandse bands en artiesten. Energiebedrijf Essent verbond zijn naam aan deze prijs in de periode 2001 tot 2007.
De winnaar ontvangt een promotiebudget van €5000,- en een podiumplaats op een groot festival. Vijf winnaars spelen op Noorderslag, de andere vijf winnaars zijn te zien op Lowlands.
De Essent Awards is een initiatief van Nationaal Pop Instituut, Stichting Buma Cultuur, Mojo Concerts, Essent, Double2 en Agents After All.
Essent is met ingang van 2008 gestopt met de sponsoring van de Essent Awards.

## Winnaars
- 16Down
- 2nd Place Driver
- a balladeer
- Alamo Race Track
- Ali B
- Asrai
- Autumn
- Behave
- Benny Sings
- Black Market Audio
- Blues Brother Castro
- Born
- Brace
- Charlie Dée
- C-Mon & Kypski
- Delain
- Dennis
- DI-RECT
- El Pino And The Volunteers
- Electro Côco
- Epica
- F33l3r
- Face Tomorrow
- Floris
- Gem
- Intersection
- Jawat!
- Kirsten
- Kopna Kopna
- Kraak & Smaak
- Laidback Luke
- Lange Frans & Baas B
- League of XO Gentlemen
- Legowelt
- Luie Hond
- Mala Vita
- Malkovich
- MeloManics
- Mimezine
- Oil
- Olabola
- Opgezwolle
- Pete Philly & Perquisite
- Raymzter
- Relax
- Robert Lee
- Room Eleven
- Rose
- Rosemary's Sons
- Sena
- Seven
- Silkstone
- Smogus
- Solo
- Soulvation
- Soundsurfer
- Spades
- Spinvis
- Stevie Ann
- Stuurbaard Bakkebaard
- Suimasen
- Tasha's World
- Textures
- The Apers
- The Herb Spectacles
- The Sheer
- The Skidmarks
- This Beautiful Mess
- Van Katoen
- Voicst
- VSOP
- Wealthy Beggar
- Wudstik
- Wyatt
- Ziggy
- Zzz